# (23846) 1998 RF
1998 أر أف (ويعرف أيضًا باسم (23846) 1998 أر أف وفق تسمية الكوكب الصغير) (بالإنجليزية: 1998 RF)‏ هو كويكب ضمن حزام الكويكبات؛ وترتيبه 23846 من حيث الاكتشاف.
اكتُشف هذا الجُرم الفلكي بواسطة Frank B. Zoltowski ‏ في 1 سبتمبر 1998.

## وصلات خارجية
- (23846) 1998 RF في قاعدة بيانات مختبر الدفع النفاث لأجرام النظام الشمسي الصغيرة

- الاكتشاف · مخطط المدار ·  العناصر المدارية · المعلمات المادية

- (23846) 1998 RF على موقع ويكي سكاي: DSS2, SDSS, GALEX, IRAS, Hydrogen α, X-Ray, Astrophoto, Sky Map, Articles and images